# Ilse Wicksell
Pour les articles homonymes, voir Wicksell.
Ilse Wicksell, née le 10 août 1959, est une athlète sud-africaine.

## Carrière
Ilse Wicksell est médaillée de bronze du 800 mètres aux Championnats d'Afrique d'athlétisme 1992 à Belle Vue Maurel et aux Championnats d'Afrique d'athlétisme 1993 à Durban.